# Wilhelm Baumann (Handballspieler)
Wilhelm Baumann (* 12. August 1912 in Berlin; † 14. März 1990) war ein deutscher Feldhandballspieler.
Er war Mitglied der deutschen Nationalmannschaft, die die Goldmedaille bei den Olympischen Sommerspielen 1936 gewann. Dabei erzielte Baumann im Auftaktspiel gegen Ungarn, das 22:0 gewonnen wurde, sieben Treffer. Im Finale gegen die Schweiz, welches 16:6 endete, erzielte er sechs Tore.